# Monacká monarchie
Svrchovaný kníže (francouzsky: prince de Monaco) je panovník a hlava státu Monackého knížectví. Všichni vládnoucí knížata a kněžny přijali jméno rodu Grimaldiů. Když kníže Rainier III. v roce 2005 zemřel, byl nejdéle vládnoucím evropským monarchou. Grimaldiové, kteří vládnou Monaku již osm století, jsou nejdéle vládnoucí evropskou královskou rodinou.
Vládnoucím knížetem je Albert II., který na trůn nastoupil v dubnu 2005.

## Moc knížete
Monako je spolu s Lichtenštejnskem a Vatikánem jedním z pouhých tří států v západní Evropě, kde panovník stále hraje aktivní roli v každodenní politice.
Monacký kníže vykonává svůj úřad v souladu s ústavou a zákony. Zastupuje knížectví v zahraničních vztazích a na jakékoli revizi ústavy, ať už úplné nebo částečné, se musí společně dohodnout panovník a národní rada.
Zákonodárná moc se dělí mezi knížete, který zákony zavádí, a národní radu, která o nich hlasuje. Výkonnou moc si ponechává panovník, který má moc vetovat všechny právní předpisy navržené národní radou.
Státní ministr a Rada vlády jsou přímo odpovědní knížeti za správu knížectví.
Knížeti patří také soudní pravomoci. Současná ústava stanovuje, že kníže má plnou autoritu u soudů a tribunálů, které vykonávají spravedlnost v jeho nebo jejím jménu.
Podle článku 16 ústavy z roku 1962 kníže uděluje řády, tituly a další vyznamenání (viz Řády, vyznamenání a medaile Monaka) jako fons honorum Monackého knížectví.
V roce 2005 The New York Times uvedly, že loajalita ke knížecí rodině je silná; jen málo obyvatel Monaka by chtělo, aby jejich kritika monarchie byla citována.

## Výdaje
Knížecí rodina dostává roční příspěvek z rozpočtu Monaka, 43,5 milionu EUR v roce 2015.

## Tituly a oslovení
Kníže je oslovován jako Jeho Jasnost. Nese také několik dalších dědičných titulů, z nichž některé jsou občas uděleny jeho příbuzným nebo jejich manželům. Jsou ale používány pouze formálně. Některé z těchto titulů se spojily s monackou korunou v důsledku získávání různých lén ze strany rodiny Grimaldiů; již neznamenají vlastnictví ani územní autoritu, ačkoli monacká knížata jsou dlouhodobí významní vlastníci pozemků a zámků ve Francii. Většina z těchto titulů byla udělena nebo uznána Francouzským královstvím nebo Papežským státem a mohla projít pouze mužskou linií; po smrti Albertova pradědečka knížete Ludvíka II. v roce 1949 proto jako francouzské hodnosti zanikly. Poté byly některé z těchto titulů implicitně znovu vytvořeny jako jasně monacké tituly.
Kompletní tituly a styly aktuálního knížete jsou v pořadí podle důležitosti:
- Svrchovaný monacký kníže
- Vévoda z Valentinois
- Vévoda z Estouteville
- Vévoda z Mazarinu
- Vévoda z Mayenne
- Kníže z Château-Porcien
- Markýz z Baux (titul nyní používá dědičný kníže Jakub)
- Markýz z Chilly-Mazarin
- Markýz z Guiscard
- Markýz z Bailli
- Hrabě z Polignacu
- Hrabě z Carladès (titul nyní používá princezna Gabriela)
- Hrabě z Ferrette, Belfort, Thann a Rosemontu
- Hrabě z Torigni
- Hrabě z Longjumeau
- Hrabě z Clèdes
- Baron z Calvinetu
- Baron z Buisu
- Baron z La Luthumière
- Baron z Hambye
- Baron z Altkirchu
- Baron ze Saint-Lô
- Baron z Massy (titul nyní používá Christian Louis de Massy, syn princezny Antoinette)
- Seigneur (Lord) z Issenheimu
- Seigneur ze Saint-Rémy
- Sire z Matignonu

Veškerá korespondence paláce obsahuje velká zájmena, když se odkazuje na knížete.
Tradice monacké monarchie spočívala v tom, že vlajka, která vlála na věži nad jeho kanceláří, byla vztyčena, když byl kníže přítomen v Monaku. Současný kníže nechává vlajku vlát bez ohledu na to, zda je přítomen, nebo ne, a raději ponechává své umístění v soukromí.
Monako je oficiálně chráněno Francií podle podmínek stanovených ve Versailleské smlouvě z roku 1919.